# 凱梅爾
凱梅爾是土耳其的城鎮，由安塔利亞省負責管轄，位於該國西南部，距離首府安塔利亞40公里，面積468平方公里，海拔高度10米，受地中海氣候影響，每年平均降雨量857毫米，2010年人口20,785。

## 外部連結
- Kemer（页面存档备份，存于）
- Kemer Municipality Website （页面存档备份，存于）
- Kemer Tourism Foundation Official Website（页面存档备份，存于）
- Detailed information source on Kemer（页面存档备份，存于）
- Weather forecast for 4 days（页面存档备份，存于）
- Kemer Marina website（页面存档备份，存于）